# Richard Rodriguez
Richard Rodriguez, född 10 december 1969, är en arubansk friidrottare. Han deltog vid olympiska sommarspelen 2000.